# St. Catharines
St. Catharines [ˌseɪ̯ntˈkæθəɹɪns] ist eine Stadt in der Provinz Ontario in Kanada. St. Catharines ist die größte Stadt in der Regional Municipality of Niagara. Die Stadt selbst hat 131.400 Einwohner. In der Agglomeration leben 392.184 Einwohner.
Die Stadt liegt am nördlichen Eingang des Wellandkanals und am Ontariosee. St. Catharines wird auch Gartenstadt genannt, da die Stadt 4 km² öffentliche Gärten besitzt. Von den Einheimischen wird St. Catharines auch St. Kitts genannt, von den Mohawk Teiotenonhsà:kton. Im Süden der Stadt befindet sich die Brock University.

## Geschichte

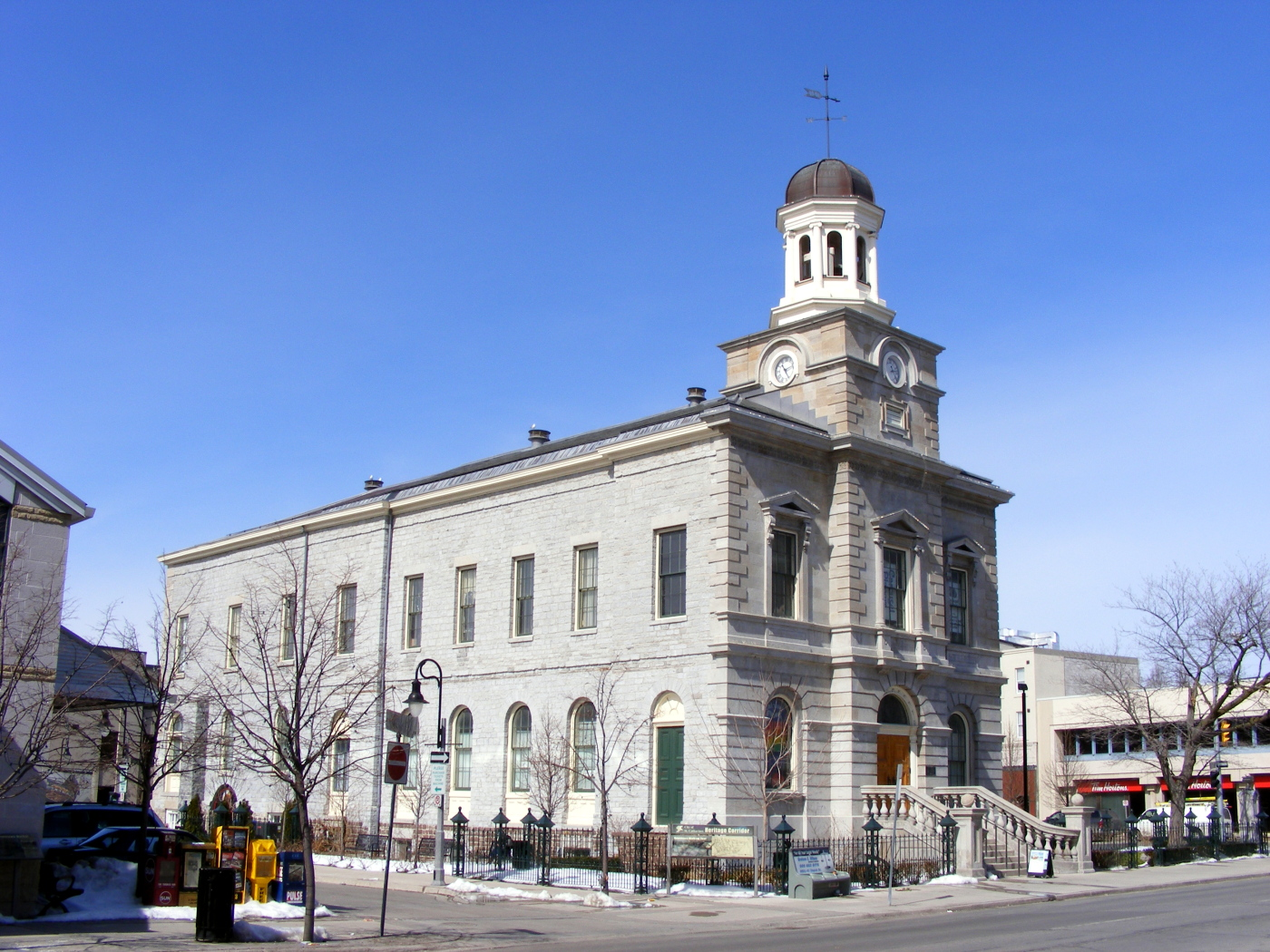
Old Courthouse von 1848

St. Catharines wurde um 1780 von amerikanischen Loyalisten gegründet. Die ersten Siedler waren zwei Soldaten, die sich am Ort niederließen, wo sich Dick's Creek und Twelve Mile Creek treffen. Als Straßen wurden alte Indianerpfade benutzt. Das erste Geschäft wurde 1783 von Robert Hamilton eröffnet. Drei Jahre später, 1786, wurde die erste Mühle eröffnet, die Crown Mills. Wenig später, von 1787 bis 1789, wurde das Land vermessen und verteilt. Um diese Zeit nannte man die Siedlung The Twelve. 1797 wurde das erste Restaurant eröffnet, das schnell zum örtlichen Treffpunkt und zu einer Kutschenstation wurde. 1798 wurde der Ort nach dem Besitzer des Restaurants Paul Shipman in Shipman's Corner umbenannt. Die Hauptstraße von St. Catharines ist ebenfalls nach ihm benannt.

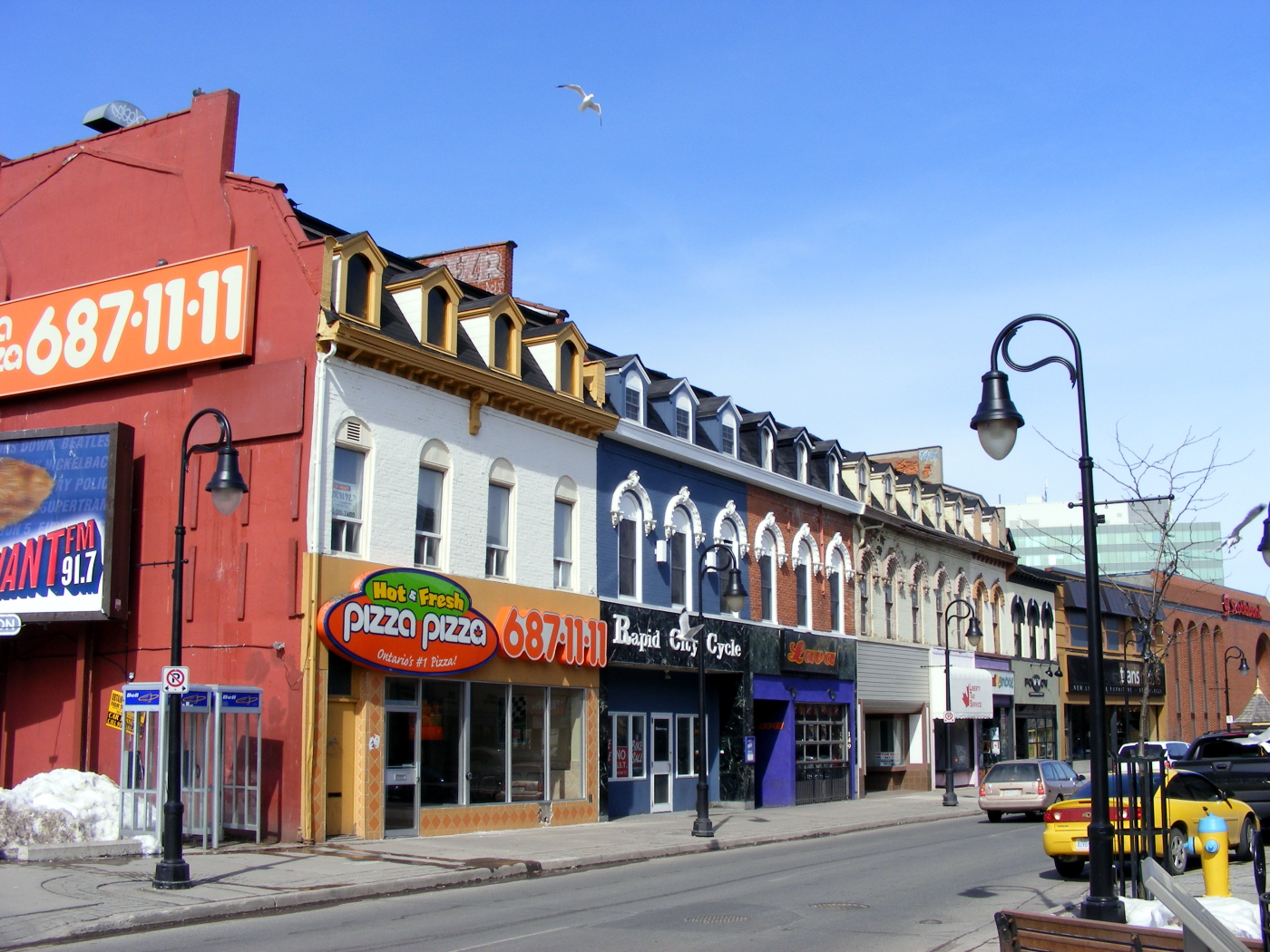
Das Zentrum der historischen Innenstadt

Im Krieg von 1812 ist St. Catharines nicht angegriffen worden. Laura Secord, eine kanadische Nationalheldin, warnte aber die Briten vor einem amerikanischen Angriff. 1808 tauchte die Bezeichnung St. Catharines das erste Mal auf einer Karte auf. Die Stadt wurde nach der Frau von Robert Hamilton, Catharine Hamilton, benannt. 1817 ist das erste Postamt mit der Bezeichnung St. Catherines eröffnet worden. Der Rechtschreibfehler setzte sich jedoch nicht durch und die Stadt heißt seit 1821 offiziell St. Catharines. 1876 erhielt St. Catharines Stadtrecht. Durch den Bau des Wellandkanals von 1824 bis 1833 ist die Stadt zum kommerziellen und industriellen Zentrum der Niagara-Halbinsel geworden.

## Geografie

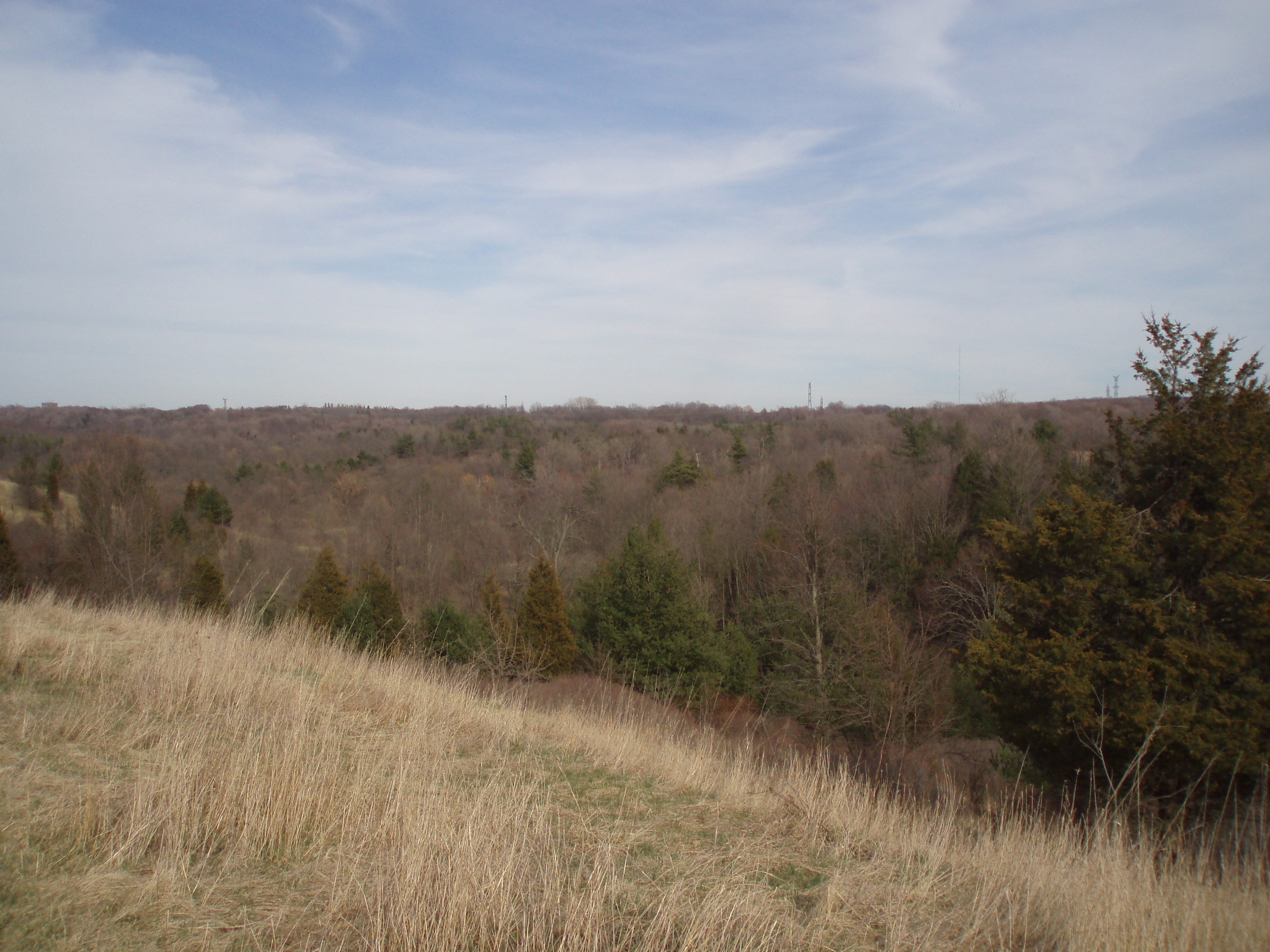
Der Short Hills Provincial Park

St. Catharines liegt im Zentrum der Niagara-Halbinsel im äußersten Südosten von Ontario. Die Umgebung hat ein einzigartiges Mikroklima, was darauf zurückzuführen ist, dass St. Catharines zwischen dem Ontario- und dem Eriesee nahe der Niagara-Schichtstufe liegt. Das warme Wetter und der nährreiche Boden sind gut geeignet, um Früchte anzupflanzen. Die Halbinsel ist auch für ihren Wein berühmt. Außerdem wird im Frühling Ahornsirup gesammelt.
Der Wellandkanal markiert die östliche Grenze der Stadt. Der neue Wellandkanal ist der neuste der vier Kanäle. Die früheren Kanäle sind alle zugeschüttet worden, die Spuren sind aber heute noch zu sehen.
Nachbarstädte sind Thorold, Niagara-on-the-Lake, Niagara Falls, Fort Erie, Welland, Pelham, Lincoln, Grimsby und Hamilton. Toronto ist etwa 100 Kilometer Luftlinie entfernt. Der Short Hills Provincial Park liegt im Südwesten der Stadt. Er ist dabei Gemeindeübergreifend, nach Südwesten setzt er sich nach Pelham und nach Südosten nach Thorold fort.

## Stadtteile

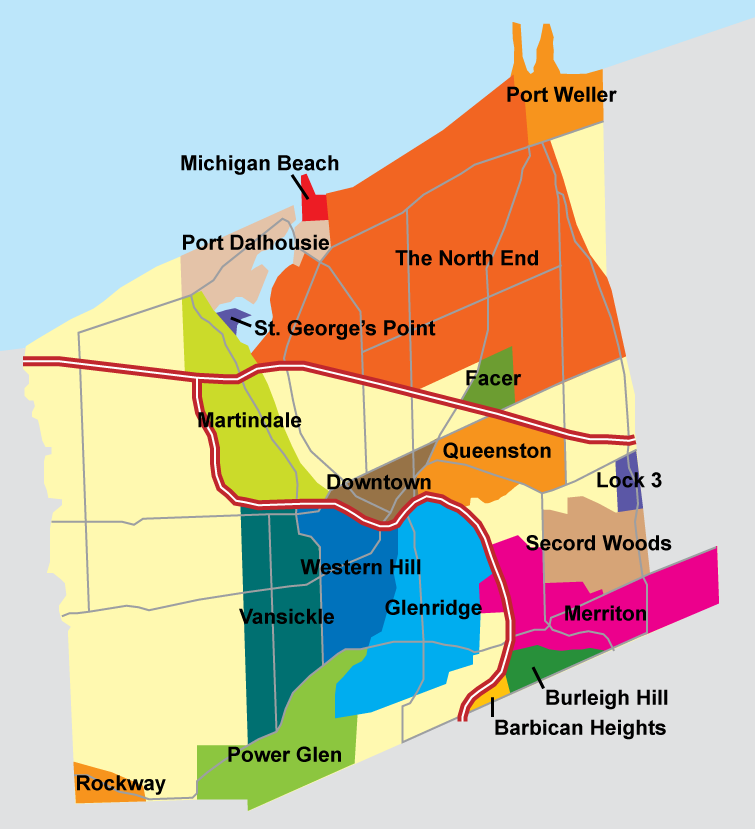
Stadtteile von St. Catharines

St. Catharines besteht aus folgenden Gemeinden. Diese erfüllen keine administrative Funktion, sondern werden nur von den Bewohnern anerkannt.
- Barbican Heights
- Burleigh Hill
- Facer
- Glenridge
- Martindale
- Merritton
- Michigan Beach
- The North End
- Port Dalhousie
- Port Weller
- Power Glen
- Rockway
- Downtown St. Catharines
- Secord Woods
- St. George’s Point
- Vansickle
- Western Hill

- Merritton wird von seinen Bewohnern manchmal das Herz von St. Catharines genannt. Attraktionen in Merritton sind der Wellandkanal und der Merritton-Tunnel.

- Port Dalhousie ist ein Stadtteil im Norden von St. Catharines direkt am Ontariosee. Der Stadtteil ist für sein historisches Viertel bekannt. Der Strand von Port Dalhousie ist im Sommer ein beliebtes Ausflugsziel. Hier befanden sich auch die Mündungen der drei ersten Wellandkanäle. Zurzeit wird geplant, in Port Dalhousie ein Einkaufszentrum zu bauen. Der erste Vorschlag, ein Gebäude mit 30 Etagen, musste wegen Protesten der Bevölkerung aufgegeben werden. Der neue Vorschlag sah ein Gebäude mit 17 Etagen, ein Hotel, ein Theater und noch mehrere Geschäfte vor. Doch auch dieser Vorschlag wurde von der Bevölkerung abgelehnt.

- Glenridge gilt als sauberster und gepflegtester Stadtteil. Glenridge reicht vom Zentrum der Stadt bis zum Niagarahügel. Durch die Nähe zur Brock-Universität wohnen hier viele Studenten.

- Downtown, das Stadtzentrum, wird durch die Straßen St. Paul Street, Geneva Street, Niagara Street, Welland Avenue und von der Autobahn begrenzt. Die Innenstadt ist der älteste Teil von St. Catharines. Sie liegt am Platz, wo einst ein Irokesenpfad über den Twelve Mile Creek führte. Dieser Pfad ist heute die St. Paul Street. Diese Straße gilt als eine der wenigen kurvigen Hauptstraßen in Nordamerika. Aufgrund der relativ langen Geschichte der Stadt findet man in der Innenstadt mehrere Häuser von historischer Bedeutung. Die Eröffnung eines Einkaufszentrums bewirkte den Verfall der Innenstadt, nachdem dort viele Geschäfte geschlossen worden waren. Heute gibt es allerdings wieder 120 Geschäfte und 50 Restaurants. Außerdem befindet sich hier der einzige Markt der Stadt.

## Verwaltung
St. Catharines wird von einem Bürgermeister und einem Rat mit 12 Mitgliedern regiert. Der Bürgermeister ist seit 2007 Brian McMullan. Die Stadt ist in sechs Bezirke eingeteilt. Auf jeden Bezirk kommen zwei Mitglieder des Rates. Im Gegensatz zum Bürgermeister haben die Räte nur eine Teilzeitstelle.
Die Wahlen zum Rat finden jeweils im November statt. Bis 2006 haben die Wahlen alle drei Jahre stattgefunden, seither finden sie nur noch alle vier Jahre statt.

## Wirtschaft
Zu den größten Arbeitgebern in der Stadt gehören das District School Board of Niagara, Niagara Health System, General Motors of Canada, Seaway Marine Transport Inc., Brock University, Algoma Central Corporation, Niagara regional Police Services, City of St. Catharines, Ontario Ministry of Transportation, TRW Canada Limited.

## Verkehr
Buslinien fahren die ganze Stadt und die Nachbarstadt Thorold an. Tagsüber verkehren 24 und am Abend und am Wochenende 16 Linien. Außerdem fahren die Busse der Brock-Universität die Nachbarstädte Welland und Niagara Falls an. Der Busbahnhof liegt in der Innenstadt. Von dort aus fahren außer den Stadtbussen auch Greyhound- und Überlandbusse, die Toronto, New York City und Städte in der Umgebung anfahren.
St. Catharines hat auch einen Bahnhof, der durch die kanadischen Eisenbahngesellschaft VIA Rail und durch Amtrak bedient wird. Die Züge verbinden die Stadt mit Toronto und New York City.
Die wichtigsten Straßen in der Stadt sind die Autobahnen Queen Elizabeth Way (von Ost nach West) und Highway 406 (von Nord nach Süd).
St. Catharines hatte früher auch elektrische Straßenbahnen. Die Straßenbahnlinie führte anfangs von der Innenstadt in den Stadtteil Merritton. Später fuhren die Straßenbahnen auch Port Dalhousie und Thorold an. Die Straßenbahn ist in den 1960er Jahren stillgelegt worden und die Trasse wurde in Pfade und Parks umgewandelt.

## Bevölkerung
St. Catharines hatte im Jahr 2011 131.400 Einwohner, das sind 0,4 % weniger als im Jahr 2006 (131.989 Einwohner).
Die Metropolregion um St. Catharines umfasst die Städte Niagara Falls, Fort Erie, Lincoln, Niagara-on-the-Lake, Port Colborne, Thorold und Welland. Am 10. Mai 2011 zählte diese Metropolregion 392.184 Einwohner und ist somit die zwölft größte Metropolregion in Kanada.
St. Catharines ist primär englischsprachig. Eine größere franko-kanadische Gemeinschaft gibt es in der Stadt nicht. Allerdings existieren ein französischsprachiger Kindergarten und eine Schule. Die Einwanderer in der Stadt haben zum Teil ihre Muttersprache behalten, besonders asiatische Gruppen. Auch Polnisch wird zum Teil noch gesprochen.
Die Bevölkerung von St. Catharines ist zu 88,5 % europäischer Abstammung. Der Rest verteilt sich auf Asiaten (4,2 %), Farbige (2,0 %), Ureinwohner (1,5 %) und weitere Minderheiten (3,8 %). Die ursprüngliche Bevölkerung besteht vor allem aus Engländern, Schotten, deutschen Protestanten, französischen Hugenotten und niederländischen Calvinisten. Außerdem leben eine große Anzahl Polen in der Umgebung.
Die Religionen verteilen sich auf Protestanten (45,4 %), Katholiken (34,2 %), Orthodoxe (1,4 %) und Muslime (1,5 %). 15,8 % der Bevölkerung gaben keine Religion an.
Der wichtigste Industriezweig in der Stadt sind die Fabriken, vor allem Autofabriken. Allerdings ist der Industrieanteil in den letzten Jahren zugunsten des Dienstleistungssektors geschrumpft. Außerdem ist St. Catharines eine der wichtigsten Kommunikationsverbindungen zwischen Kanada und den USA.
Die Arbeitslosigkeit liegt bei 6,6 %, das Durchschnittseinkommen bei 24345 kanadischen Dollar (Stand 2006). Die fünf größten Arbeitgeber sind:
- Das öffentliche Schulsystem von Niagara (5.000 Beschäftigte)
- General Motors (3.700)
- Das Gesundheitssystem von Niagara (1.800)
- Die Brock-Universität (1.324)
- Sitel Corporation (ein Telefonanbieter) (100)

## Sehenswürdigkeiten

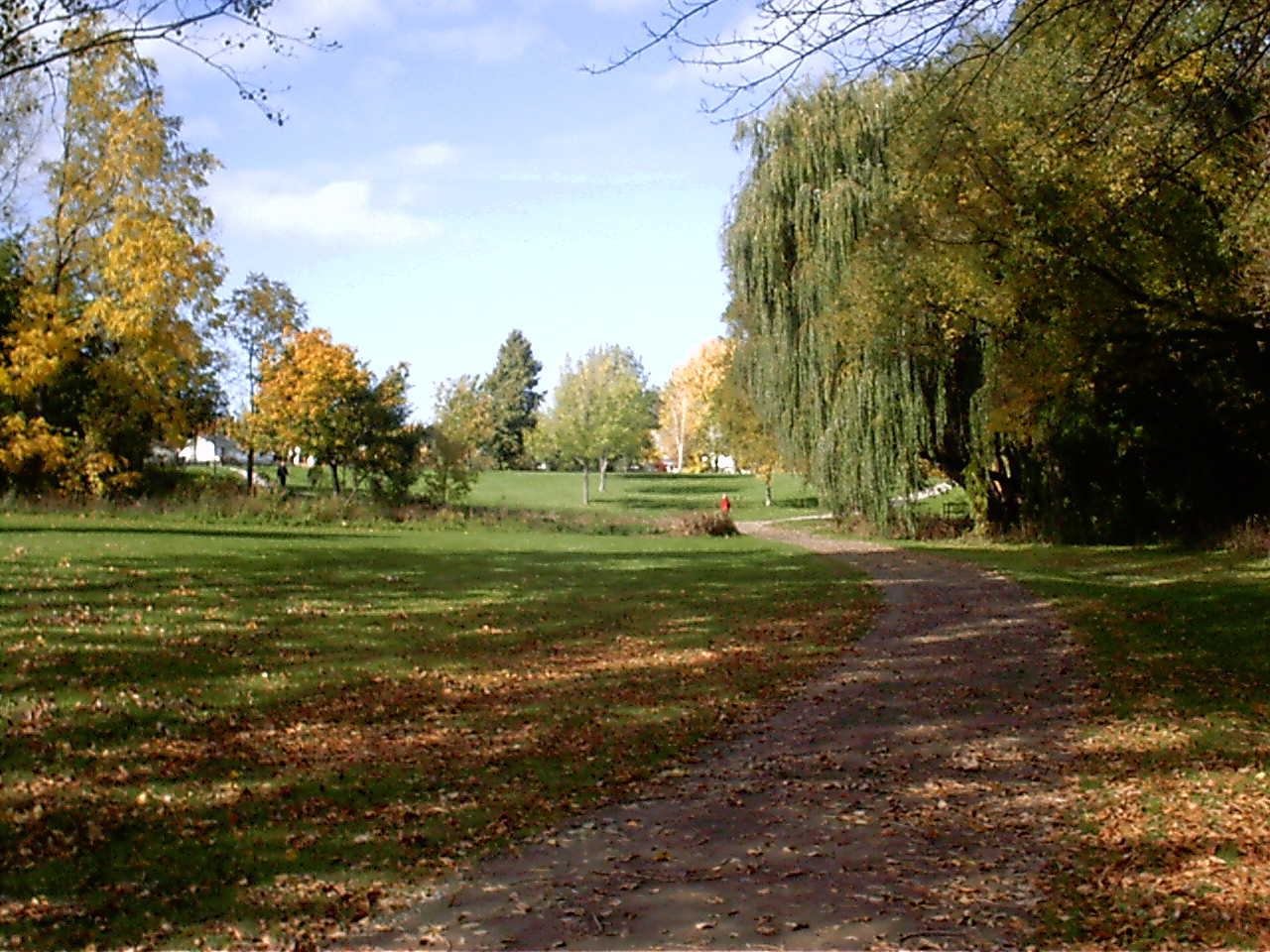
Einer der zahlreichen Pfade in der Stadt

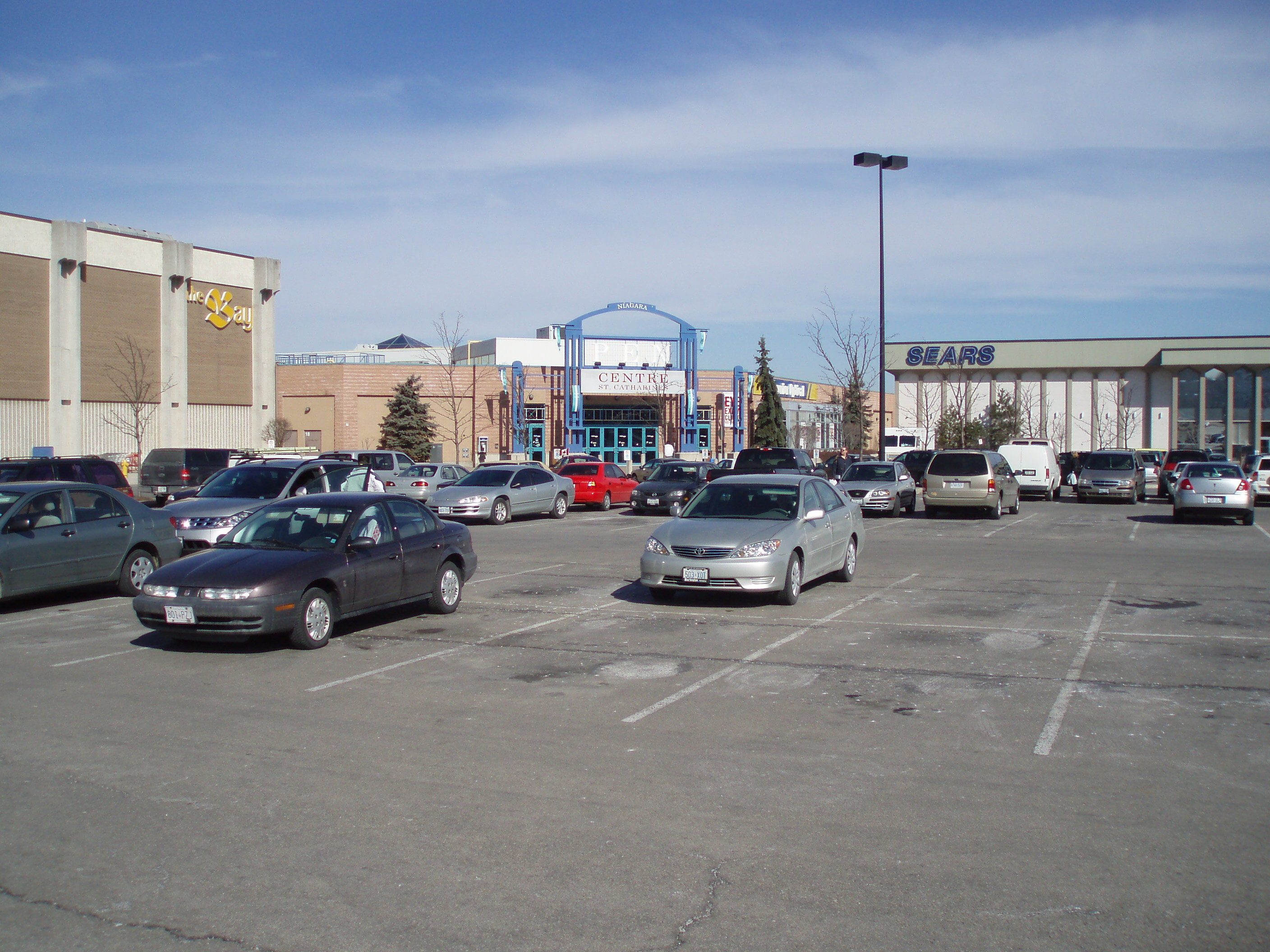
Das Pen Centre

- Der Markt von St. Catharines, der Farmers Market, ist einer der ältesten Märkte von Ontario und geht auf das frühe 19. Jahrhundert zurück. Genau wie vor einem Jahrhundert findet der Markt jeden Dienstag, Donnerstag und Samstag statt.

- Die Stadt hat ein umfangreiches Netzwerk von Pfaden, die zusammen eine Länge von 90 Kilometer haben. Zwei Pfade von 9 bzw. 11 km führen am Wellandkanal vorbei. Außerdem führt der Bruce Trail, der älteste und längste Wanderweg in Kanada durch St. Catharines.

- Der Montebello-Park ist 1887 von Frederick Law Olmsted entworfen worden und gehört zum historischen Erbe von Ontario.

- Die British Methodist Episcopal (BME) Church und die Salem’s Chapel sind zwei historische Kirchen, die eine große Rolle bei der Flucht von amerikanischen Sklaven nach Kanada gespielt haben.

- Das neue Rathaus (City Hall) wurde 1937 an der gleichen Stelle wie das alte Rathaus gebaut.

- Das alte Gericht (Old Courthouse) wurde 1848/1849 erbaut.

- Der Queen St. Heritage District ist die Altstadt von St. Catharines.

- Das Welland-House-Hotel ist eines von wenigen übrig gebliebenen Häusern aus der Zeit, als St. Catharines noch ein Kurort war. Heute beherbergt das Haus ein Studentenwohnheim und einen Radiosender für die Brock-Universität.

- Der Yates St. Heritage District besteht aus Häusern aus dem Viktorianischen Zeitalter. Das Viertel liegt neben den Resten des ersten Wellandkanals.

- Das St. Catharines Museum liegt an einer Schleuse des Wellandkanals. Im Museum erfährt man mehr über die Geschichte der Stadt und des Kanals. Die Besucher können auch von einer Plattform aus die Schiffe beobachten, die durch den Kanal fahren.

- Das Morningstar Mill and Mountain Mills Museum beherbergt eine der ältesten Mühlen in Kanada. Das Museum steht auf dem Niagarahügel. Die Mühle wird immer noch durch Wasserkraft betrieben.

- St. Catharines ist außerdem das zentrale Einkaufszentrum der Niagara Region. Das Pen Centre beherbergt über 162 Geschäfte und war früher das größte Einkaufszentrum Kanadas.

## Medien
Sechs Zeitungen erscheinen in St. Catharines: die St. Catharines Standard, die The Niagara News, die St. Catharines Edition, die Niagara This Week, die Pulse Niagara und die Local Sports Report. Außerdem erscheinen für die Brock-Universität die Brock Press und die Schülerzeitung der Brock Universität
Außerdem hat die Stadt fünf verschiedene Radiosender.
St. Catharines besitzt keinen eigenen Fernsehsender, Stationen aus Toronto, Hamilton und Buffalo können aber empfangen werden. 2003 wollte man einen Regionalsender, den TV Niagara gründen. Eine Sendeerlaubnis wurde aber nie erteilt.

## Sport
Die lokale Eishockeymannschaft Niagara IceDogs spielt in der Ontario Hockey League.

## Persönlichkeiten
- Frank Dixon (1878–1932), Lacrossespieler
- Stuart Garson (1898–1977) kam in St. Catharines auf die Welt; er war von 1943 bis 1948 Premier von Manitoba und von 1948 bis 1957 im Bundeskabinett
- Ralston Crawford (1906–1978), kanadisch-amerikanischer Maler, Lithograf, Fotograf und Kunstpädagoge
- Thomas Benjamin Fulton (1918–2002), katholischer Bischof von Saint Catharines
- Bernard Slade (1930–2019), Bühnen- und Drehbuchautor
- Howard Engel (1931–2019), Schriftsteller, Gewinner des Arthur Ellis Awards und des Matt-Cohen-Preises
- Paul Massie (1932–2011), Schauspieler
- Gerry Cheevers (* 1940), Eishockeytorwart
- Ray Cullen (1941–2021), Eishockeyspieler
- Richard Pound (* 1942), früherer Vizepräsident des IOC und Vorsitzender der World Anti-Doping Agency
- John Zaritsky (1943–2022), Regisseur und Produzent von Dokumentarfilmen
- Jim Hiscott (* 1948), Komponist und Akkordeonist
- Jane Haist (1949–2022), Leichtathletin
- Neil Peart (1952–2020), der Trommler von Rush, ist in Port Dalhousie aufgewachsen. Eines seiner Lieder wurde von diesem Stadtteil inspiriert.
- Robin Duke (* 1954), Drehbuchautorin, Komikerin und Schauspielerin
- Garry Lariviere (* 1954), Eishockeyspieler und -trainer
- Wayne Joseph Kirkpatrick (* 1957), römisch-katholischer Bischof von Antigonish
- Mike Hughes (* 1959), Ruderer
- Kevin Neufeld (1960–2022), Ruderer
- Matthias Bork alias MABO (* 1962), Künstler
- Jane Tregunno (* 1962), Ruderin
- Barbara Armbrust (* 1963), Ruderin
- Brian Bellows (* 1964), Eishockeyspieler
- Ron Sexsmith (* 1964), Singer/Songwriter
- Linda Evangelista (* 1965), Supermodel der 90er Jahre
- Bill Berg (* 1967), Eishockeyspieler
- Laura Curran (* 1967) wurde in St. Catherines geboren; sie ist seit 2018 County executive des Nassau County, New York
- Len Soccio (* 1967), Eishockeyspieler
- Bryan McCabe (* 1975), Eishockeyspieler
- Brendan Brooks (* 1978), Eishockeyspieler
- Samantha McGlone (* 1979), Triathletin
- Andrew Peters (* 1980), Eishockeyspieler
- Kristen Foxen (* 1986), Pokerspielerin
- Gianmarco Raimondo (* 1990), Automobilrennfahrer
- Riley Sheahan (* 1991), Eishockeyspieler
- Benjamin Perry (* 1994), Radrennfahrer
- Conor Timmins (* 1998), Eishockeyspieler

ebenso:
- Der Großteil der Band Alexisonfire kommt aus St. Catharines. Ein Musikvideo der Band wurde hier gedreht.

## Partnerstädte
- Port of Spain (Trinidad und Tobago), seit 1968[8]